# ویلو پیل
ویلو پیل (به انگلیسی: Willow Pill) (زاده ۲۲ ژانویهٔ ۱۹۹۵) زن‌پوش آمریکایی است.